# ワークシェアリング

OECD各国の雇用者におけるパートタイマー割合（%）

ワークシェアリング（英: work sharing / job sharing）とは、勤労者同士で雇用を分け合うこと。各々の労働時間を短くする時短によるのが典型的な方法である。日本のメディアにおいては「ワーキングシェア」「ワークシェア」という表現も多く用いられている。
内閣府によれば、以下二つのタイプがある。
- 雇用維持型  - 不況などで企業の業績が悪化した際に、一人当たりの労働時間を減らすことによって企業全体での雇用を維持する。典型例にドイツがある。
- 雇用創出型 - 様々な業務ごとの短時間労働を組み合わせることによって、雇用機会を増やす。典型例にオランダがある。80年代前半の失業率12%は、2001年には3%を下回るまで低下している。

またアメリカ合衆国内国歳入庁によれば、以下の六類型にまとめられる。
1. 週当たり労働時間の短縮による雇用創出
2. ジョブシェアリング
3. 早期退職措置としてのパートタイム化
4. 自発的パートタイム化
5. 連続有給休暇時の代替要員
6. キャリア・ブレーク時代の代替要員

## 経緯
背景にあるのは労働市場の悪化であり、労働者の過労死・失業による自殺の解決方法として、ワークシェアリングの活用という意識が起きた。また、ワークシェアリングによって雇用を安定させ、労働流動化と産業構造の転換を促進することが、マクロ経済政策として重要となる。

### インサイダー・アウトサイダー理論
長期的・構造的な失業継続を説明する理論として「インサイダー・アウトサイダー理論」というものがある。まず、雇用が保障され、労働組合に加入する正規雇用者を「インサイダー」、失業者を「アウトサイダー」とする。
インサイダーは交渉力が強く、不況下でも賃金が下がらない一方、アウトサイダーは低賃金で働きたくても雇用されない。このような状況下で失業の長期化と人的資本の劣化が進み、アウトサイダーの労働市場への影響力はさらに小さくなる。結果、アウトサイダーはますます失業から抜け出すことが困難になり、失業は長期的、構造的になる。アウトサイダーからスタートせざるを得ない若者がもっとも不利な状態に置かれることになる。

## 効果
雇用機会に対しては、ワークシェアリングを導入することによって、雇用は増加する傾向があるという分析がある。ただし、その分析でも、他の制度政策等の影響もあると考えられ、「ワークシェアリングのみで失業等への効果的な政策になりうるかは十分注意すべき」としている。また、経済活性化に対しても、ワークシェアリングだけでなく、資源配分の改善、生産性の向上も必要であるという。
働き方の選択肢を広げて自由度を高めるという点では意義のあるものであるが、ある一定量の仕事を皆で分合わなければならないといった労働塊の誤謬の下に、失業問題対策として制度化されることには問題がある。
ワークシェアリングを導入する大学・政府機関・および企業にとっては、大学教授・講師または従業員の頭数が増えるため、社会保障費、従業員訓練にかかるコストが増加する。大学講師・政府機関労働者・企業従業員にとっては、給料が下がるものの余暇が増えることにより自己研鑽等ができ、また余暇の増加に伴い消費が活性化することが期待されている。ただし、給与が下がることで消費に回る余裕がなくなることも懸念される。
一方心の面で見れば、育児において利便性が高いとされ幼稚園制度・保育園制度に代わる在り方として分析されているが、発展途上の段階である。なお、日本では短時間正社員制度として一定程度導入されつつあり、労働効率の改善による従業員間の不公平感解消が課題となっている。
フランス・カナダにおける法定労働時間の変化を利用した研究では、法定労働時間が減少しても雇用量は変化せず、ワークシェアリングが雇用創出に貢献したという結果は得られていない。また、日本においても、1988年-1997年にかけての法定労働時間の減少を利用した実証分析が行われ、法定労働時間の減少は実労働時間を減少させたが、月給・賞与は減少せず、時間当たり賃金が上昇したという結果が得られている。さらに、新規採用が抑制される傾向も確認されている。

## 各国の状況

### イギリス
イギリスでは1977年に失業者の追加雇用を目的とした早期退職制度、1979年には生産活動の停滞により発生した短時間労働者を対象とした操業短縮保障制度が導入された。1987年にはフルタイム労働を分割してパートタイムを増加させることを目的とした作業分割制度が導入されている。

### オランダ
オランダでは、1980年代前半のオランダ病と呼ばれた大不況を克服するため、1982年に政労使間でワッセナー合意が行われて以来、1996年の労働法改正や2000年の労働時間調整法制定によりワークシェアリングが劇的に進んだ。一連の労働市場改革はオランダ・モデルと呼ばれている。
労使間で『賃金削減（抑制）』と『雇用確保のための労働時間短縮』が合意されるとともに、この合意を有効なものとするため、政府は『減税と社会保障負担の削減（結果として労働者の減収を補う）』および『財政支出を通じた政府財政健全化と、企業投資の活性化（結果として、雇用の増加を図る）』に関して努力することを約束した。
また労働法改正（1996年）では『同一労働同一賃金条件』が取り決められた。これは、フルタイム労働者とパートタイム労働者との間で、時給、社会保険制度加入、雇用期間、昇進等の労働条件に格差をつけることを禁じるものである<tref name=take/>。さらに、労働時間調整法制定（2000年）では『労働者が自発的にフルタイムからパートタイムへ、あるいはパートタイムからフルタイムへ移行する権利』および『労働者が週当たりの労働時間を自発的に決められる権利』が定められている。

#### オランダ病と呼ばれる大不況（1980年代前半）
欧州における天然ガスの大産出国であるオランダは、1970年代の石油ショックによるエネルギー資源価格高騰により多額の収益を上げた。国家財政が潤い高レベルの社会福祉制度が構築されるとともに、労働者賃金も上昇した。しかし天然ガスの輸出拡大はオランダ通貨ギルダーの為替レート上昇をもたらし、同時に労働者賃金の上昇による輸出製品の生産コスト上昇も加わり、工業製品の国際競争力が急速に落ちることとなった。
資源エネルギーブームが去った後も、高レベルの社会福祉制度は維持され国家財政を圧迫した。
また、労働者賃金の高止まりは、雇用数を絞ることで総人件費を抑えるという選択を雇用者側にさせた結果、大量の失業者を生んだ。1980年代前半には失業率は14%に達するとともに、経済成長率はマイナスに陥った。オランダ病と言われる大不況が国を襲った。

#### オランダ・モデルと呼ばれる労働市場改革
大不況を打開するため、1982年11月24日に、政府の支援により雇用者団体と労働者団体の間で、ワッセナー合意が行われた。
- 賃金上昇ベースの抑制、労働時間の短縮[8]
- 社会保障の抑制による、社会保険負担の軽減[8]

諸改革の結果、個々人が必要とする収入に基づく多様な働き方が促進されることにより、結果としてパートタイム労働者が増加するとともに失業率も下がった。パートタイム労働者の比率は1983年の18.5%から2001年には33.0%に上昇するとともに、失業率は1983年の14%から2001年の2.4%まで減少することとなった。失業率は低下したが生産性も低下している。また、労働時間は、1979年の年間約1600時間から、2005年には1345時間に減少している。
労働市場の改革は民間セクターだけに留まることなく、公務員にも及んだ。現在、教師や警察官といった職種もパートタイム労働者無しでは成り立たなくなっている。
これら1980年代からの一連の改革はオランダ・モデル（または、ポルダー・モデル）と呼ばれているとともに、世界初のパートタイム経済（ワークシェアリング）の国とも呼ばれている。

### ドイツ
ドイツのワークシェアリングは、当初は産業別あるいは業種別に労使協約によって自主的におこなった。背景には、企業業績悪化による失業者の発生を抑制する目的があった。
政策としては、2001年のパートタイム労働及び有期労働契約法がある。この法律は、同一労働同一賃金や、パートへの差別禁止を規定している。

### 北欧諸国
北欧諸国の経済政策は、厳密に言えばワークシェアリングではない。だが政労使の調整（ネオ・コーポラティズム）に基づく同一労働同一賃金を通じた強い労働規制は、結果としてオランダのワークシェアリングと似たメカニズムを引き起こして、高い経済パフォーマンスを達成している。

### アメリカ
米国トヨタなどで取組が始まったばかりであり、その成果が見守られている。

### 日本

日本における役員を除く雇用者（年齢別）。
青は正規雇用、橙はパートタイム、緑はアルバイト、赤は派遣労働者、紫は契約社員、茶は嘱託社員、ピンクはその他。

日本でワークシェアリングを導入している自治体をあげると大分県姫島村などがある。大分県での取組は効果を上げている。また、正社員と非正社員との壁を無くす政策全般については正社員を中心とする労働組合が反発しており、政治的に難しい。

### バブル崩壊と失業率上昇
日本においても平成不況のおりに政府が解雇を避ける目的で推奨したが、政府の基準レベルで実施されたのはゼロ件であった。いわゆるフリーターやパートタイム労働者ら非正規雇用者への待遇改正にしても一部雇用対策法が改正されたにとどまり、労働市場全般に亘る対策は十分ではない。大学講師のワークシェアリングや厚生労働省をはじめとした政府機関でも賃下げを含むワークシェアリングの導入が進んでいない。
日本におけるワークシェアリング導入には、雇用保険・労働者災害補償保険（労災保険）など雇用時にかかる経費の高さ、サービス残業の抑制による労働時間の観念の明確化、フルタイムとパートタイムの差別の禁止、業務領域の明確化が課題となると指摘する声もある。また、正社員と非正規社員では給与の決め方が違うため、給与削減をどう行うのかという問題もある。
大量の派遣切りで雇用問題が起こった2009年1月6日に日本経団連会長（当時）の御手洗冨士夫が「ワークシェアリングも一つの選択肢で、そういう選択をする企業があってもいい」と発言している。しかし、御手洗自身が会長を務めるキヤノンが自ら導入するかどうかに関してコメントすることはなかった。
大学院を出ても研究職につけない若手研究者のため、年配の大学教授・准教授の早期退職を促すことと、時短による給与引き下げにより雇用機会を増やす試みが広がっている。

### 働き方改革
2007年には労働ビッグバンが提言されたが、法案成立には至らなかった。その後の2018年には働き方改革関連法が成立した。同法では時間外労働の上限規制が罰則付きで定められ、さらにパートタイマーおよび有期雇用者についての均等待遇（同一労働同一賃金の推進）が定められた。
以降、日本の労働参加率はOECD上位グループに上昇し、失業率はOECD中最小を達成している。